# Ново-Курманкеево
Ново-Курманкеево, Новокурманкеево, устар. написание Ново-Курменкеева (баш. Яңы Көрмәнкәй) — деревня, с 1950‑х гг. в черте г. Давлеканово. В деревне родился Константин Сергеевич Квашнин (1914—1966) — токарь завода № 19 Пермского совета народного хозяйства, Герой Социалистического Труда.

## История
Основана в 1‑й половине 19 века на вотчинных землях башкир Кырк-Уйле-Минской волости Белебеевского уезда башкирами д. Курманкеево того же уезда (ныне с. Старокурманкеево) как хутор Курманкеевский.
После октября 1922 года относился к Давлекановской волости Бирского кантона.

## Географическое положение
Расположен на юго-западе республики, в пределах Прибельской увалисто-волнистой равнины.
По данным карт Уфимской губернии 1912 года и Стрельбицкого 1919—1921 гг. расположен между рекой Дёма и железной дорогой, к югу от Давлеканово.
По данным на 1926 год расположен был в 4 верстах от центра волости — пгт Давлеканово.
Климат
умеренно континентальный, теплый, засушливый.

## Население
В 1896 году в 35 дворах проживало 217 человек, в 1906—269 чел.; в 1920 на 96 дворах 465 человек, из них 194 мужчины, 271 женщина; в 1939—452 человека.
По данным на 1926 год проживали башкиры, русские.

## Инфраструктура
Занимались скотоводством, земледелием. Была мечеть.